# Phellocalyx
Phellocalyx là một chi thực vật có hoa trong họ Thiến thảo (Rubiaceae).

## Loài
Chi Phellocalyx gồm các loài: